# Jenůfa
Jenůfa (checo)ⓘ (Její pastorkyňa, ‘Su hijastra’ en checo) es una ópera en tres actos con música y libreto en checo de Leoš Janáček, inspirada en la pieza teatral Její pastorkyňa de Gabriela Preissová. Es una historia sobre infanticidio y redención, conocida por su crudo realismo. El nombre completo de la ópera es Její Pastorkyňa (La hija adoptiva). Fue estrenada el 21 de enero de 1904 en el Teatro de Brno. Fue compuesta entre 1896 y 1902, y se encuentra entre las primeras óperas escritas en prosa.
Es la primera de las óperas de Janáček en la que puede distinguirse claramente su distintiva voz. Es una historia lúgubre de infanticidio y redención. Como la obra teatral original, se conoce por su nada sentimental realismo. Actualmente se representa la versión original del compositor, la temprana popularidad de Jenůfa se vio alimentada por una revisión de Karel Kovařovic de lo que fue considerado su excéntrico estilo y orquestación. Así alterada, fue bien recibida, primero en Praga, y particularmente después de su estreno en Viena, también mundialmente. Pasaron más de setenta años, hasta que el público logró escuchar la versión original que compuso Janáček.
Janáček escribió una obertura para la ópera, pero decidió no usarla. Se basaba en parte en una canción llamada Žárlivec (El hombre celoso).  Actualmente se interpreta como pieza de concierto bajo el título Žárlivost (Celos), JW 6/10.
El compositor dedicó la obra a la memoria de su hija muerta Olga, como hizo con su composición coral titulada la Elegía a la muerte de su hija Olga.
A la manera de otras confrontaciones entre dos intérpretes, Jenůfa ofrece un duelo entre soprano (Jenůfa) y Kostelnička (para mezzosoprano, el gran personaje de la ópera) al igual que Richard Strauss hace entre Electra y Klytamnestra o Richard Wagner entre Elsa y Ortrud en Lohengrin.
Tras su estreno, Jenůfa se repuso en Brno en 1906, 1911 y 1913. Y no fue hasta el 26 de mayo de 1916, que se representó triunfalmente en el Teatro Estatal de Praga, con orquestación de Karel Kovarovic. Llegó a Alemania en 1918, al Metropolitan Opera House de Nueva York en 1924 con Maria Jeritza y Margarete Matzenauer dirigida por Arthur Bodansky, para desaparecer del repertorio del teatro por los próximos cincuenta años. En el Teatro Colón de Buenos Aires en 1950 con Tiana Lemnitz y Margaret Klose dirigida por Karl Böhm. A Barcelona, en 1965 y a París, en 1981. Esta ópera sigue en el repertorio, aunque no está entre las más representadas; en las estadísticas de Operabase aparece la n.º 61 de las 100 óperas más representadas en el período 2005-2010, siendo la 2.ª en República Checa y la 1.ª de Janáček, con 71 representaciones.

## Personajes
| Personaje                                                 | Tesitura     | Estreno: Brno, 21/01/1904 Director: C. M. Hrazdira |
| --------------------------------------------------------- | ------------ | -------------------------------------------------- |
| Jenůfa, joven campesina.                                  | soprano      | Marie Kabeláčová                                   |
| Kostelnička, sacristana de la aldea, madrastra de Jenůfa. | soprano      | Leopoldina Hanusová-Svobodová                      |
| Laca Klemeň, enamorado de Jenůfa                          | tenor        | Alois Staněk-Doubravský                            |
| Števa Buryja, prometido y primo hermano de Jenůfa.        | tenor        | Bohdan Procházka                                   |
| La abuela Buryja, abuela de Jenůfa y Števa.               | contralto    | Věra Pivoňková                                     |
| Stárek, capataz del molino.                               | barítono     | Karel Beýsko                                       |
| Alcalde, alcalde de la aldea.                             | Bajo         | Alois Pivoňka                                      |
| Esposa del alcalde, esposa del alcalde.                   | mezzosoprano | Ema Kucerová                                       |
| Karolka, hija del alcalde y nueva prometida de Števa.     | mezzosoprano | Růžena Kasperová                                   |

## Argumento
Lugar: un pueblo de Moravia
Época: el siglo XIX
El drama depende de un conjunto intrincado de relaciones en un pueblo. Antes de que empiece la ópera, los dos hijos de la abuela propietaria de un molino Buryja se han casado los dos dos veces, han tenido hijos, y muerto. Sus esposas también han muerto, salvo por Kostelnička (viuda del sacristán), la segunda esposa del hijo menor y madrastra de Jenůfa. Según la costumbre solo Števa, el hijo mayor del primer matrimonio, heredará el molino, lo que hace que su medio hermano Laca y su prima Jenůfa tengan que buscarse medios de vida propios.

### Acto I
Jenůfa, Laca y la abuela Buryja esperan que Števa vuelva a casa. La huérfana Jenůfa, enamorada de Števa y embarazada en secreto, se preocupa porque pueden haberlo reclutado para el ejército. El muchacho ha ido a pasar revista al centro de reclutamiento; si lo enrolan en el ejército, no se podrá casar con Jenůfa y así ocultar la deshonra de ella. Laca, enamorado de Jenůfa, expresa su amargura contra la favorable posición de su medio hermano en casa. Mientras se queja juguetea con un cuchillo, encontrando que está romo, se lo da al capataz del molino para que lo afile.
La tensa espera se rompe cuando el capataz les dice que Števa no ha sido reclutado después de todo, para alivio de Jenůfa lo que acrecienta la frustración de Laca. Los otros se marchan, y Jenůfa se queda a solas esperando para saludarlo. Aparece Števa con un grupo de ruidosos soldados, extremadamente borracho y presumiendo de su habilidad con las muchachas. Pide música y arrastra a la entristecida Jenůfa a bailar con él.
Kostelnička aparece en esta escena tumultuosa, hace que se callen los músicos. La actitud del muchacho es tan irresponsable, frívola e inmadura que Kostelnička, madrastra de Jenůfa, le prohíbe que se case con ella hasta transcurrido un año de prueba. Los soldados y la familia dejan a Števa y Jenůfa a solas, y ella le ruega que la ame, pero él, sin conocer su embarazo, le da contestaciones distraídas y se marcha.
Vuelve Laca, tan amargado como siempre. Intenta ganar a Jenůfa criticando a Števa, pero ella se pone de parte de su amado a pesar de todo. Laca confiesa su amor a Jenůfa, pero esta lo rechaza sin contemplaciones. Laca, enfurecido, dice que Števa nunca la miraría de nuevo si no fuera por sus mejillas sonrosadas, y marca deliberadamente con una cuchara la mejilla de Jenůfa para que, al quedar desfigurada, pierda su atractivo a los ojos de Števa.

### Acto II
Algunos meses más tarde. Noche cerrada de un crudo invierno. Casa de Kostelnička, aislada en las afueras del pueblo. Hace una semana que Jenůfa ha dado a luz un niño en el más absoluto secreto y se encuentra en cama con fiebre. La cara de Jenůfa aún está desfigurada, pero ella es feliz amando al bebé. Mientras Jenůfa duerme, Kostelnička llama a Števa y le exige que asuma su responsabilidad. Él contesta que proporcionará dinero en secreto, pero nadie debe saber que el niño es suyo. Su amor por Jenůfa acabó el día que Laca malogró su belleza, y él ahora está comprometido en matrimonio con Karolka, la bella hija del alcalde.
Števa se marcha y entra Laca. Aún no sabe la verdad sobre el niño. Como Kostelnička no ha conseguido convencer a Števa para que reconozca a su hijo y se case con Jenůfa, ahora lo intenta con Laca, que, al contrario de Števa, no se ha olvidado de la muchacha y la ha visitado periódicamente manifestándole su amor. Kostelnička decide contar toda la verdad a Laca, pero éste manifiesta su negativa a casarse con Jenůfa, y así reconocer como propio al hijo del odiado Števa. Temiendo que Jenůfa se quedará sin casar, Kostelnička rápidamente miente diciendo que el niño ha muerto. Laca se marcha, y Kostelnička se ve en la tesitura de hacer real la mentira que ha contado. Envuelve al niño en un chal y se marcha de la casa con la intención de abandonarlo en medio de la nieve.
Jenůfa se despierta medio delirando por la fiebre y reza por el futuro de su hijo, pero Kostelnička regresa y le hace creer a Jenůfa que ha estado durante dos días en un estado de sopor a causa de la fiebre, y que durante ese tiempo su hijo ha muerto. Laca aparece y reconforta a Jenůfa suavemente, preguntándole si pasarán juntos el resto de su vida. Viendo la ternura de la pareja, Kostelnička intenta convencerse de que ha hecho lo que debía.

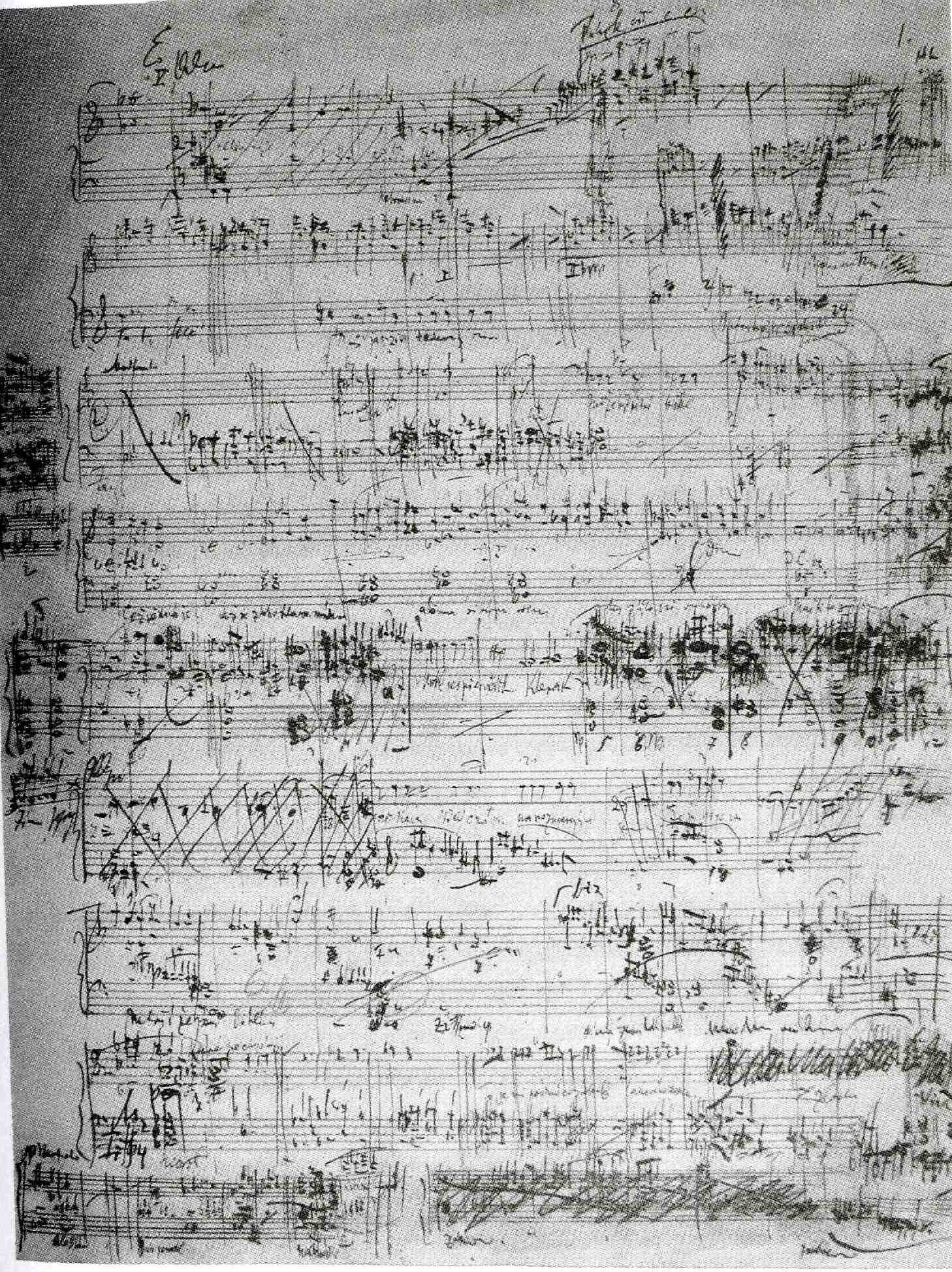
Única página de la partitura original que se conserva

### Acto III
Dos meses después, primavera. Casa de Kostelnička dispuesta para celebrar el matrimonio de Jenůfa y Laca. Todo parece estar bien de nuevo, excepto Kostelnička que está nerviosa. Llegan los invitados entre los que se encuentran el alcalde y su mujer, con su hija Karolka, ahora prometida de Števa. Števa y Karolka están de visita, y un coro de muchachas campesinas canta una canción nupcial. Antes dirigirse a la iglesia, Jenůfa y Laca se arrodillan ante la desequilibrada Kostelnička para recibir su bendición.
Justo entonces, se oye un gran tumulto en el exterior de la casa. El cadáver congelado de un recién nacido ha sido descubierto al derretirse la nieve que lo cubría. Traen al bebé y Jenůfa reconoce las ropas de su hijito, y en su dolor parece culpable del asesinato. La gente comienza a hostigar a Jenůfa, pero Laca sale resueltamente en su defensa. Kostelnička no pudiendo soportar por más tiempo la terrible tensión que soporta desde hace dos meses, se derrumba y confiesa su crimen.
Jenůfa en un primer momento queda horrorizada, pero al oír toda la historia, que a su madrastra solo le ha movido el amor que siente por ella, la perdona. Karolka comprende hasta qué punto su novio Števa es un cobarde irresponsable, y lo abandona. Kostelnička, al borde de la locura, es conducida a la cárcel para ser juzgada y condenada. Laca y Jenůfa permanecen unidos y emprenden el camino para buscar un futuro mejor.

## Arias destacadas
- "En un momento" [Co chvíla] (Kostelnička)
- Oración de Jenůfa (Jenůfa)

## Discografía
| Año  | Elenco (Jenůfa, Kostelnička, Laca, Števa)                           | Director, Coro y orquesta                                                        | Sello discográfico             |
| ---- | ------------------------------------------------------------------- | -------------------------------------------------------------------------------- | ------------------------------ |
| 1949 | Trude Eipperle, Margarete Klose, Wilhelm Otto, Julius Katona        | Richard Kraus Gürzenich Orchester Kölner Philarmoniker                           | Relief, (grabado en directo).  |
| 1952 | Stepanka Jelínková, Marta Krásová, Beno Blachut, Ivo Zidek          | Jaroslav Vogel Coro y Orquesta del Teatro Estatal de Praga                       | La voce della luna.            |
| 1953 | Trude Eipperle, Aga Joesten, Franz Fehringer, Sebastian Feiersinger | Paul Schmitz Coro y Orquesta Hessischen Rundfunks Frankfurt                      | Walhall, (grabado en directo). |
| 1964 | Sena Jurinac, Martha Mödl, Waldemar Kmentt, Jean Cox                | Jaroslav Krombholc Coro y Orquesta de la Ópera Estatal de Viena                  | Myto, (grabado en directo).    |
| 1970 | Libuse Domanínská, Nadezna Kniplová, Vilem Pribil, Ivo Zidek        | Bohumil Gregor Coro y Orquesta del Teatro Estatal de Praga                       | EMI.                           |
| 1970 | Hildegard Hillebrecht, Astrid Varnay, William Cochran, Jean Cox     | Rafael Kubelík Coro y Orquesta de la Ópera Estatal de Baviera                    | Myto, en alemán.               |
| 1974 | Grace Bumbry, Magda Olivero, Robleto Merolla, Renato Cioni          | Jerzy Semkov Coro y Orquesta Teatro de La Scala de Milán                         | Myto.                          |
| 1978 | Gabriela Beňačková, Nadezda Kniplová, Vilem Prbyl, Vladimir Krejcík | Frantisek Jílek Coro y Orquesta de la Opera Janáček de Brno                      | Supraphon.                     |
| 1980 | Elisabeth Söderström, Sena Jurinac, Allen Catheart, William Lewis   | Albert Rosen Coro y Orquesta Ópera de San Francisco                              | Gala, (grabado en directo).    |
| 1982 | Elisabeth Söderström, Eva Randová, Wieslaw Ochman, Peter Dvorský    | Charles Mackerras Coro de la Ópera de Viena, Orquesta Filarmónica de Viena       | Decca.                         |
| 1988 | Gabriela Benackova, Leonie Rysanek, Wieslaw Ochman, Peter Kazaras   | Eve Queler Coro y Orquesta de la Opera de Nueva York                             | BIS, (grabado en directo).     |
| 1989 | Roberta Alexander, Anja Silja, Philip Langridge, Mark Baker         | Andrew Davis Coro del Festival de Glyndebourne, Orquesta Filarmónica de Londres, | Arthaus. DVD                   |
| 2000 | Gwyne Geyer, Raina Kabaivanska, Alexander Fedin, Ian Storey         | Wladimir Jurowski Coro y Orquesta del Teatro de San Carlo de Nápoles             | Fone, (grabado en directo).    |
| 2001 | Karita Mattila, Anja Silja, Jorma Silvasti, Jerry Hadley            | Bernard Haitink Coro y Orquesta del Covent Garden de Londres                     | Erato, (grabado en directo).   |
| 2003 | Janice Watson, Josephine Barstow, Nigel Robson, Peter Wedd          | Charles Mackerras Coro y Orquesta de la Ópera Nacional Galesa                    | Chandos.                       |
| 2005 | Nina Stemme, Eva Marton, Jorma Silvasti, Pär Lindskog               | Peter Schneider Coro y Orquesta del Teatro del Liceo de Barcelona                | DVD.                           |